# Communauté de communes de la Touraine du Sud
Die Communauté de communes de la Touraine du Sud ist ein ehemaliger französischer Gemeindeverband mit der Rechtsform einer Communauté de communes im Département Indre-et-Loire in der Region Centre-Val de Loire. Sie wurde am 14. Dezember 2000 gegründet und umfasste 21 Gemeinden. Der Verwaltungssitz befand sich im Ort Preuilly-sur-Claise.

## Historische Entwicklung
Der Gemeindeverband löste das Syndicat Inter-cantonal d’Aménagement et de Développement Économique de la Touraine du Sud (SIADETS) ab. Zum 1. Januar 2006 trat die Gemeinde La Guerche bei.
Mit Wirkung vom 1. Januar 2017 fusionierte der Gemeindeverband mit
- Communauté de communes Loches Développement,
- Communauté de communes de Montrésor sowie
- Communauté de communes du Grand Ligueillois

und bildete so die Nachfolgeorganisation Communauté de communes Loches Sud Touraine.

## Ehemalige Mitgliedsgemeinden
1. Abilly-sur-Claise
2. Barrou
3. Betz-le-Château
4. Bossay-sur-Claise
5. Boussay
6. La Celle-Guenand
7. La Celle-Saint-Avant
8. Chambon
9. Charnizay
10. Chaumussay
11. Descartes
12. Ferrière-Larçon
13. Le Grand-Pressigny
14. La Guerche
15. Neuilly-le-Brignon
16. Paulmy
17. Le Petit-Pressigny
18. Preuilly-sur-Claise
19. Saint-Flovier
20. Tournon-Saint-Pierre
21. Yzeures-sur-Creuse